# اوبردولندورف
اوبردولندورف (به آلمانی: Oberdollendorf) یک منطقهٔ مسکونی در آلمان است که در کونیگزوینتر واقع شده‌است.
 اوبردولندورف  ۵٬۳۶۲ نفر جمعیت دارد.